# تبدیل ستاره-مثلث

مدارات دلتا و وای با برچسبهایی که در این مقاله به کار رفته‌اند.

تبدیل ستاره مثلث، یا وای-دلتا، روشی ریاضی برای تسهیل تحلیل یک شبکه الکتریکی است. این نام از شکل نمودارهای مداری، که به ترتب شبیه حروف Y و حرف یونانی Δ هستند مشتق شده است. این نظریه تبدیل مدار توسط آرتور ادوین کینلی منتشر شد.

## ایده
شکل بالا را در نظر بگیرید. این دو ساختار (ستاره و مثلث) تنها در صورتی برابر هستند که مقاومت معادل بین هر دو نقطه در هردو شکل برابر باشد. یعنی به طور مثال مقاومت معادل بین نقاط {\displaystyle {N_{1}}} و {\displaystyle {N_{2}}} در ساختار مثلث باید برابر با مقاومت همان دو نقطه در ساختار ستاره برابر باشد.

## روش

### مثلث به ستاره
با توجه به ایده گفته شده در بالا، فرض کنید که مقاومت‌های ساختار مثلثی داده ({\displaystyle {R_{b}}}،{\displaystyle {R_{a}}}،{\displaystyle {R_{c}}}) و مقاومت‌های ساختار ستاره باید محاسبه شوند.

دو نقطه {\displaystyle {N_{1}}} و {\displaystyle {N_{3}}} را در ساختار مثلثی نظر بگیرید. مقاومت معادل در ساختار ستاره (بین همان دو نقطه) برابر است با:
به همین ترتیب می‌توان مقاومت معادل بین دو جفت نقاط دیگر را محاسبه و پس از ساده‌سازی به روابط زیر دست یافت:
{\displaystyle {R_{1}}={{R_{a}}{R_{b}} \over {{R_{a}}+{R_{b}}+{R_{c}}}}}
{\displaystyle {R_{2}}={{R_{b}}{R_{c}} \over {{R_{a}}+{R_{b}}+{R_{c}}}}}
{\displaystyle {R_{3}}={{R_{a}}{R_{c}} \over {{R_{a}}+{R_{b}}+{R_{c}}}}}
حالت خاص وقتی که همه مقاومت ها یکسان باشد:
{\displaystyle {R_{1}}={{R_{a}} \over {3}}}

### ستاره به مثلث
{\displaystyle {R_{a}}={{R_{1}}{R_{2}}+{R_{2}}{R_{3}}+{R_{1}}{R_{3}} \over {R_{2}}}}
{\displaystyle {R_{b}}={{R_{1}}{R_{2}}+{R_{1}}{R_{3}}+{R_{2}}{R_{3}} \over {R_{3}}}}
{\displaystyle {R_{c}}={{R_{1}}{R_{2}}+{R_{1}}{R_{3}}+{R_{2}}{R_{3}} \over {R_{1}}}}
حالت خاص وقتی که همه مقاومت ها یکسان باشد:
{\displaystyle {R_{a}}={{3}{R_{1}}}}